# 北五泉駅
北五泉駅（きたごせんえき）は、新潟県五泉市大字五泉にある、東日本旅客鉄道（JR東日本）磐越西線の駅である。

## 歴史
- 1952年（昭和27年）2月20日：日本国有鉄道の駅として開業[1][3]。
- 1982年（昭和57年）
  - 7月：水飲み場を新設（ロータリークラブの寄贈による）[5]。
  - 11月：トイレを新設[6]。
- 1987年（昭和62年）4月1日：国鉄分割民営化により、JR東日本の駅となる[7]。
- 1989年（平成元年）
  - 8月：駅舎が完成し、併せて簡易委託化[8]。
  - 12月4日：地下道が完成し、開通式を挙行[9]。
- 1994年 （平成6年）12月：五泉市総合案内センターとの合築[10]。
- 2008年（平成20年）3月15日：新潟近郊区間の拡大により、ICカード「Suica」の利用が可能となる[11]。
- 2020年（令和2年）4月1日：五泉市による乗車券委託販売（簡易委託）の受託を解除し、終日無人化[4]。

## 駅構造
単式ホーム1面1線を有する地上駅である。
新津駅管理の無人駅。駅舎には待合室、トイレ（水洗式）などがある。駅舎南側には地下通路が設置されている。このほか、乗車駅証明書発行機、簡易Suica改札機が設置されている。

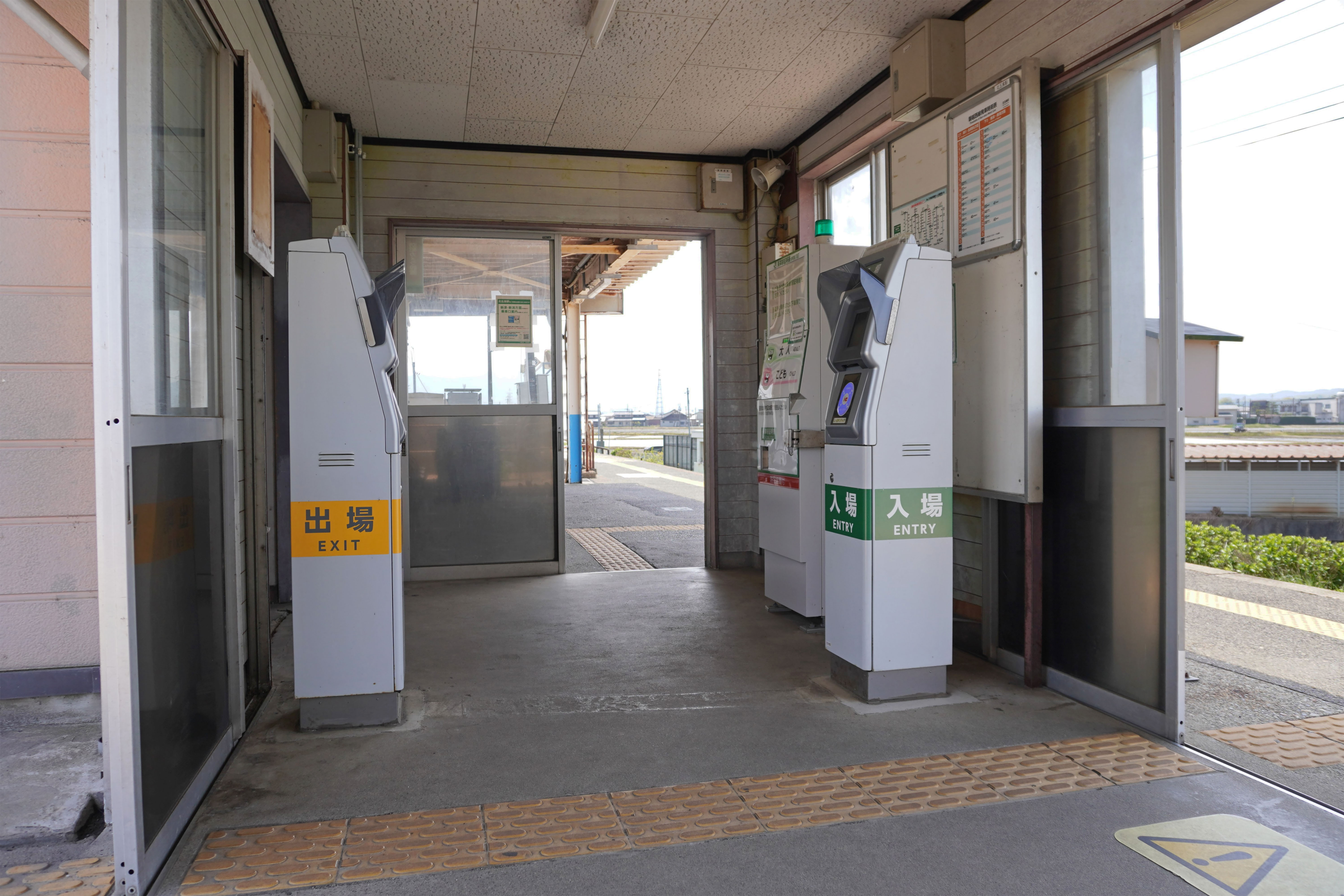
改札口（2023年4月）
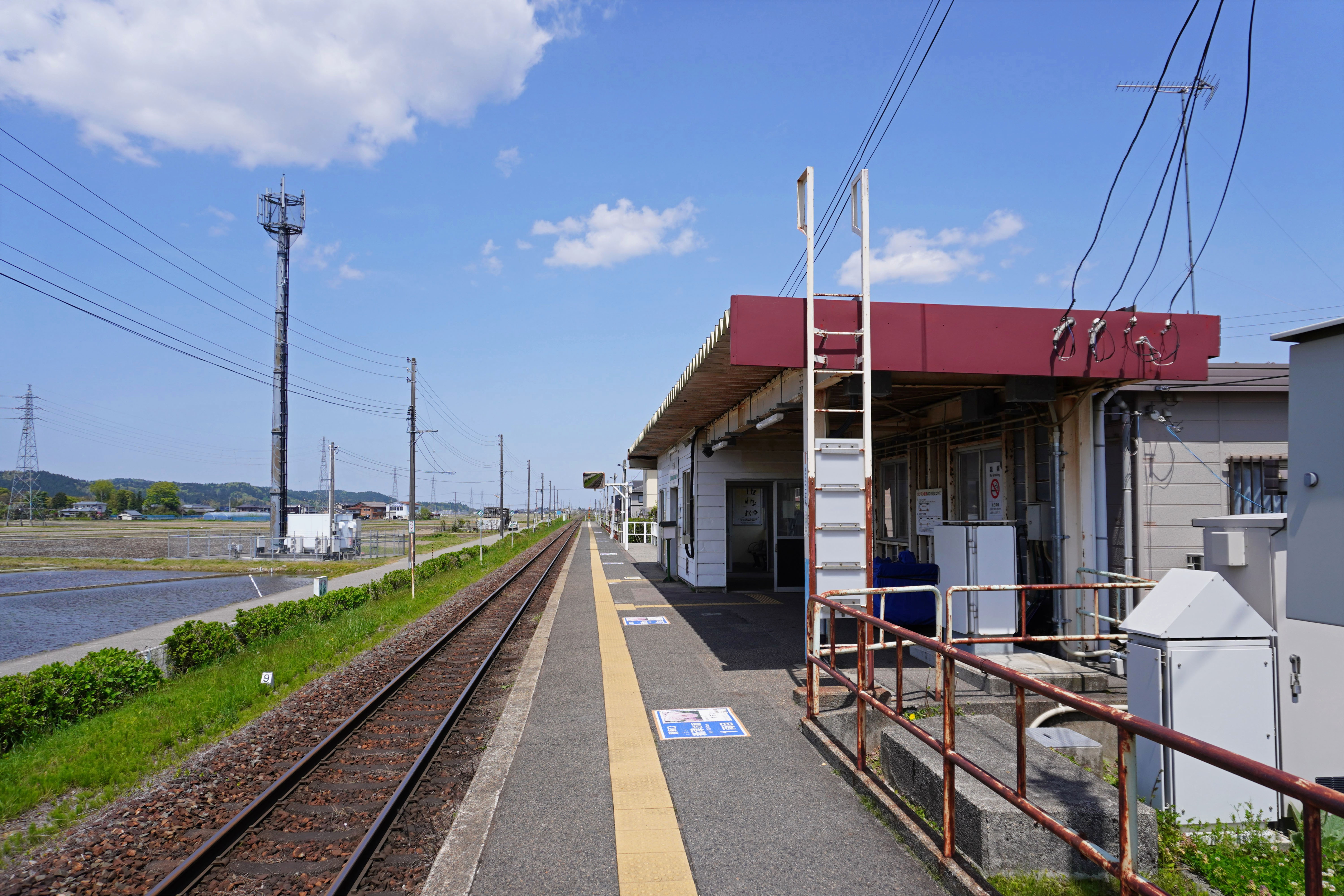
ホーム（2023年4月）

## 利用状況
JR東日本によると、2000年度（平成12年度）- 2018年度（平成30年度）の1日平均乗車人員の推移は以下のとおりであった。
| 1日平均乗車人員推移 | 1日平均乗車人員推移 | 1日平均乗車人員推移 | 1日平均乗車人員推移 | 1日平均乗車人員推移 |
| 年度                | 定期外              | 定期                | 合計                | 出典                |
| ------------------- | ------------------- | ------------------- | ------------------- | ------------------- |
| 2000年（平成12年）  |                     |                     | 639                 | [ 利用客数 1 ]      |
| 2001年（平成13年）  |                     |                     | 615                 | [ 利用客数 2 ]      |
| 2002年（平成14年）  |                     |                     | 625                 | [ 利用客数 3 ]      |
| 2003年（平成15年）  |                     |                     | 651                 | [ 利用客数 4 ]      |
| 2004年（平成16年）  |                     |                     | 641                 | [ 利用客数 5 ]      |
| 2005年（平成17年）  |                     |                     | 644                 | [ 利用客数 6 ]      |
| 2006年（平成18年）  |                     |                     | 630                 | [ 利用客数 7 ]      |
| 2007年（平成19年）  |                     |                     | 667                 | [ 利用客数 8 ]      |
| 2008年（平成20年）  |                     |                     | 661                 | [ 利用客数 9 ]      |
| 2009年（平成21年）  |                     |                     | 619                 | [ 利用客数 10 ]     |
| 2010年（平成22年）  |                     |                     | 646                 | [ 利用客数 11 ]     |
| 2011年（平成23年）  |                     |                     | 660                 | [ 利用客数 12 ]     |
| 2012年（平成24年）  | 95                  | 605                 | 700                 | [ 利用客数 13 ]     |
| 2013年（平成25年）  | 94                  | 609                 | 703                 | [ 利用客数 14 ]     |
| 2014年（平成26年）  | 91                  | 589                 | 680                 | [ 利用客数 15 ]     |
| 2015年（平成27年）  | 98                  | 639                 | 737                 | [ 利用客数 16 ]     |
| 2016年（平成28年）  | 98                  | 657                 | 756                 | [ 利用客数 17 ]     |
| 2017年（平成29年）  | 95                  | 644                 | 740                 | [ 利用客数 18 ]     |
| 2018年（平成30年）  | 92                  | 602                 | 694                 | [ 利用客数 19 ]     |

## 駅周辺
- 新潟県立五泉高等学校
- 五泉市市民プール
- 五泉下町郵便局
- 五泉市ふれあいバス「北五泉駅前」停留所

## 隣の駅
東日本旅客鉄道（JR東日本）
■磐越西線
■快速（下りのみ運転）・■普通
五泉駅 - 北五泉駅 - 新関駅

### 記事本文
1. 1 2 3 4  “駅の情報（北五泉駅）：JR東日本”.   東日本旅客鉄道. 2025年4月20日閲覧。
2. 1 2  『週刊JR全駅・全車両基地』第50号、朝日新聞出版、2013年8月4日、26頁、2014年10月26日閲覧。
3. 1 2  歴史でめぐる鉄道全路線 国鉄・JR 6号、15頁
4. 1 2  “広報ごせん 2020年（令和2年）2月25日号（No.340）> 乗車券・定期券は購入できなくなります 北五泉駅の券売所窓口を廃止” (PDF).   五泉市. p. 5 (2020年2月25日). 2020年7月13日時点のオリジナルよりアーカイブ。2020年7月13日閲覧。
5. ↑  新潟日報昭和57年7月24日下越版
6. ↑  新潟日報昭和57年11月27日下越版
7. ↑  歴史でめぐる鉄道全路線 国鉄・JR 6号、17頁
8. ↑  「北五泉駅を改築 無人も解消 JR・磐越西線 木造平屋、8月に完成 市は東西結ぶ地下道建設」『新潟日報』1989年6月1日、下越版。
9. ↑  「通勤・通学がぐっと便利に 北五泉駅に地下道完成」『新潟日報』1989年12月5日、下越版。
10. ↑  「ゆったり北五泉駅 待合室兼案内所がオープン」『新潟日報』1994年12月6日、下越版。
11. ↑  『2008年3月 Suicaがますます便利になります』（PDF）（プレスリリース）東日本旅客鉄道、2007年12月21日。オリジナルの2016年3月4日時点におけるアーカイブ。2020年5月29日閲覧。

### 利用状況
1. ↑  “各駅の乗車人員（2000年度）”.   東日本旅客鉄道. 2019年2月25日閲覧。
2. ↑  “各駅の乗車人員（2001年度）”.   東日本旅客鉄道. 2019年2月25日閲覧。
3. ↑  “各駅の乗車人員（2002年度）”.   東日本旅客鉄道. 2019年2月25日閲覧。
4. ↑  “各駅の乗車人員（2003年度）”.   東日本旅客鉄道. 2019年2月25日閲覧。
5. ↑  “各駅の乗車人員（2004年度）”.   東日本旅客鉄道. 2019年2月25日閲覧。
6. ↑  “各駅の乗車人員（2005年度）”.   東日本旅客鉄道. 2019年2月25日閲覧。
7. ↑  “各駅の乗車人員（2006年度）”.   東日本旅客鉄道. 2019年2月25日閲覧。
8. ↑  “各駅の乗車人員（2007年度）”.   東日本旅客鉄道. 2019年2月25日閲覧。
9. ↑  “各駅の乗車人員（2008年度）”.   東日本旅客鉄道. 2019年2月25日閲覧。
10. ↑  “各駅の乗車人員（2009年度）”.   東日本旅客鉄道. 2019年2月25日閲覧。
11. ↑  “各駅の乗車人員（2010年度）”.   東日本旅客鉄道. 2019年2月25日閲覧。
12. ↑  “各駅の乗車人員（2011年度）”.   東日本旅客鉄道. 2019年2月25日閲覧。
13. ↑  “各駅の乗車人員（2012年度）”.   東日本旅客鉄道. 2019年2月25日閲覧。
14. ↑  “各駅の乗車人員（2013年度）”.   東日本旅客鉄道. 2019年2月25日閲覧。
15. ↑  “各駅の乗車人員（2014年度）”.   東日本旅客鉄道. 2019年2月25日閲覧。
16. ↑  “各駅の乗車人員（2015年度）”.   東日本旅客鉄道. 2019年2月25日閲覧。
17. ↑  “各駅の乗車人員（2016年度）”.   東日本旅客鉄道. 2019年2月25日閲覧。
18. ↑  “各駅の乗車人員（2017年度）”.   東日本旅客鉄道. 2019年2月25日閲覧。
19. ↑  “各駅の乗車人員（2018年度）”.   東日本旅客鉄道. 2019年7月21日閲覧。